# Neil Cameron
Pour les articles homonymes, voir Cameron.
Neil Murdo Cameron, né à Weyburn (Saskatchewan) le 19 novembre 1938 et mort le 19 décembre 2019, est un homme politique canadien. 
Il était le député du Parti Égalité de Jacques-Cartier de 1989 à 1994.

## Biographie
Fils d'Henry George Cameron, médecin et chercheur, et d'Enid Constance, secrétaire médicale, c'est aussi le petit-fils de Murdo Cameron, député libéral à l'Assemblée législative de la Saskatchewan de 1917 à 1921.
Il étudie à la Crescent Heights High School (Calgary, Alberta) (en) et à la Banff School of Fine Arts (en). Il obtient un baccalauréat ès arts de l'Université Queen's en 1962 et une maîtrise de l'Université McGill en 1969. 

### Carrière
Neil Cameron devient alors professeur d'histoire et enseigne au Cégep John-Abbott, à partir de 1973, ainsi qu'aux universités Concordia (1974) et McGill (1985). Il devient directeur du St. Lawrence Institute à compter de 1980.
Parallèlement, il entame une carrière de chroniqueur. Il écrit dans le NDG Monitor de 1983 à 1987, dans la revue Idler à partir de 1986, dans le Montreal Daily News en 1988 et au Suburban en 1989.

#### Engagement politique
En 1989, des électeurs libéraux choqués par les politiques linguistiques de Robert Bourassa décident de fonder un autre parti : le Parti Égalité. Entre autres demandes, le parti demande l'abolition de le loi 101 et la reconnaissance de l'anglais comme une des deux langues officielles du Québec. 
Anglo-québécois, Neil Cameron se reconnait dans ces protestations et est candidat pour le parti dans Jacques-Cartier lors des élections générales de 1989. La plus grande surprise de ce scrutin réside dans l'élection de quatre députés du Parti égalité, dont Cameron, qui obtient 43,9% des voix et 802 voix d'avance sur la députée libérale sortante Joan Dougherty (41,52%).
Il participe aux commissions sur l’Éducation et sur Hydro Québec ainsi qu'au comité d'experts sur les implications de la souveraineté. Dans ce cadre il rédige un rapport allant à l'encontre des conclusions du comité : Souveraineté d'Esprit/Imagining Sovereignty.
En 1993, il présente le projet de loi 199 qui aurait fait de l'anglais et du français les deux langues officielles dans la province, à parts égales. 
Durant le mandat, le parti traverse plusieurs crises et ses trois collègues le quittent l'un après l'autre. Au terme du mandat, il est le seul à être encore membre du Parti égalité. Il se représente sous cette étiquette lors des élections générales de 1994 mais termine troisième, devancé par le candidat du Parti québécois (8,77% des voix) et largement battu le libéral Geoffrey Kelly (83,65% des suffrages), un compagnon d'étude avec qui il est ami.

#### Après l'Assemblée
Après sa défaite, Neil Cameron reprend ses activités d'enseignement et d'écriture. Il collabore à des revues universitaires en tant que chercheur, essentiellement sur l'élite scientifique britannique, et écrit à la rubrique politique dans divers journaux comme The Gazette, principal quotidien anglophone du Québec, The Ottawa Citizen ou encore Policy Options.
De septembre 2012 à août 2013, il met régulièrement à jour un blog mêlant recherches et opinions.

### Vie privée
Neil Cameron épouse Ruth Woodward, avocate à Toronto, en 1970. Le couple se sépare en 1989. Ils ont un fils, Glenn Cameron.

### Source
La page est principalement rédigée à partir de la fiche de Neil Cameron sur le site de l'Assemblée nationale et sur sa présentation sur son site personnel.